# Rasmus Enström

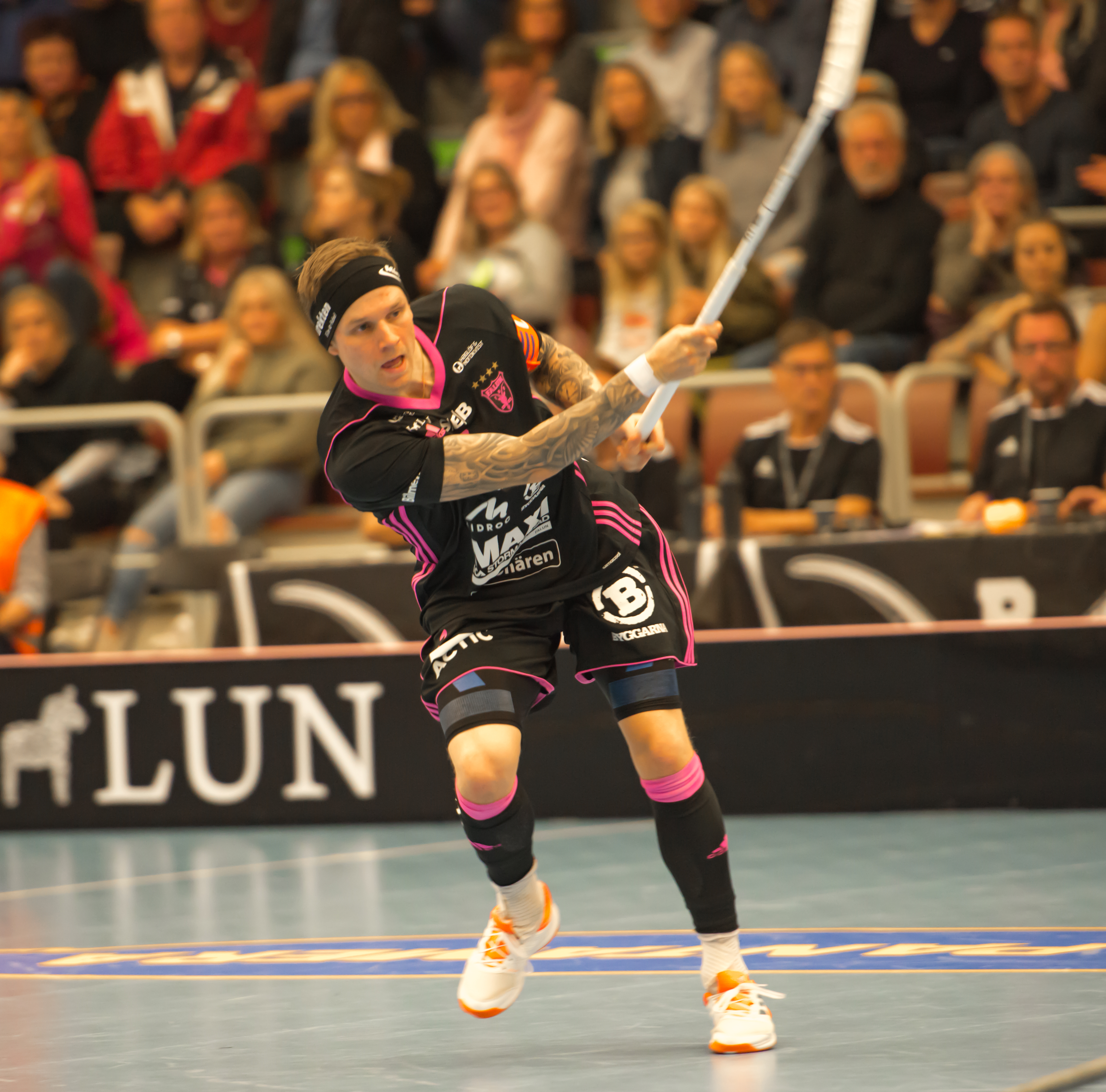
Rasmus i en match mellan Falun och Storvreta

Rasmus Enström, född 17 november 1989, är en svensk innebandyspelare i IBF Falun. Han började sin innebandykarriär i Råby BK som sjuåring. Säsongen 2007/2008 tog han SM-silver i Juniorallsvenskan. 
Rasmus blev i februari 2014 utsedd till världens bästa manliga innebandyspelare 2013 av Innebandymagazinet. och i april 2016 tilldelades han återigen samma utmärkelse för 2015.